# 溫如孔
溫如孔（？—17世紀），雲南府昆明縣人，明朝、南明軍事人物。

## 生平
溫如孔精通騎射，是崇禎元年（1628年）的武進士，獲授鎮西守備，在苗民叛亂時率領勇猛的士兵，代替未能建功的官軍剿滅亂軍，因功陞為臨元參將、貴陽副總兵。沙定洲謀反，他奉命支援雲南，在盤江戰鬥十個月；其後他拒絕孫可望招攬，隱居在山中直到去世。

## 引用
1. 1 2  錢海岳《南明史·卷六十五·列傳第四十一》：（溫）如孔，昆明人。崇禎元年武進士，精騎射。授鎮西衛守備。苗畔，進剿，以功陞臨元參將、貴陽副總兵。沙定洲反，奉命援滇，戰盤江者數月。可望招之不見，隱山中卒。
2. ↑  光緖《昆明縣志·卷六上·黎獻志》：溫如孔，崇禎戊辰武進士，善騎射，官鎮西衛守備。苗民叛亂，官軍久駐無功，如孔率健卒勦之。累擢貴陽副將，沙酋之變提兵援滇，於盤江相持十月；後流寇據城，義不見賊，隱居深山以終。